# Kurt Waldheim
Kurt Waldheim (Sankt Andrä-Wörden, 21. prosinca 1918. – Beč, 14. lipnja 2007.), austrijski diplomat i političar.
U Beču je završio Diplomatsko konzularnu akademiju. U diplomatskoj službi u Ministarstvu vanjskih poslova bio je od 1945. godine. Bio je član austrijskih delegacija na međunarodnim pregovorima u Parizu, Londonu i Moskvi. Bio je zastupnik u parlamentu, veleposlanik Austrije u Kanadi. Od 1968. – 1970. godine je ministar vanjskih poslova Austrije. Bio je četvrti glavni tajnik Ujedinjenih naroda od 1972. – 1981. godine i šesti predsjednik Austrije od 1986. – 1992. godine. 

## Djela
- "Austrijski put",
- "Jedinstveni poziv na svijetu".